# Miško Mirković
Miško Mirković (en serbe en écriture cyrillique : Мишко Мирковић ; en turc : Mert Meriç), est un footballeur serbe nationalisé turc, international yougoslave, né le 7 juillet 1966 à Tuzla (Yougoslavie aujourd'hui en Serbie).
Il évoluait au poste de défenseur mais pouvait évoluer également au milieu de terrain.